# William Playfair

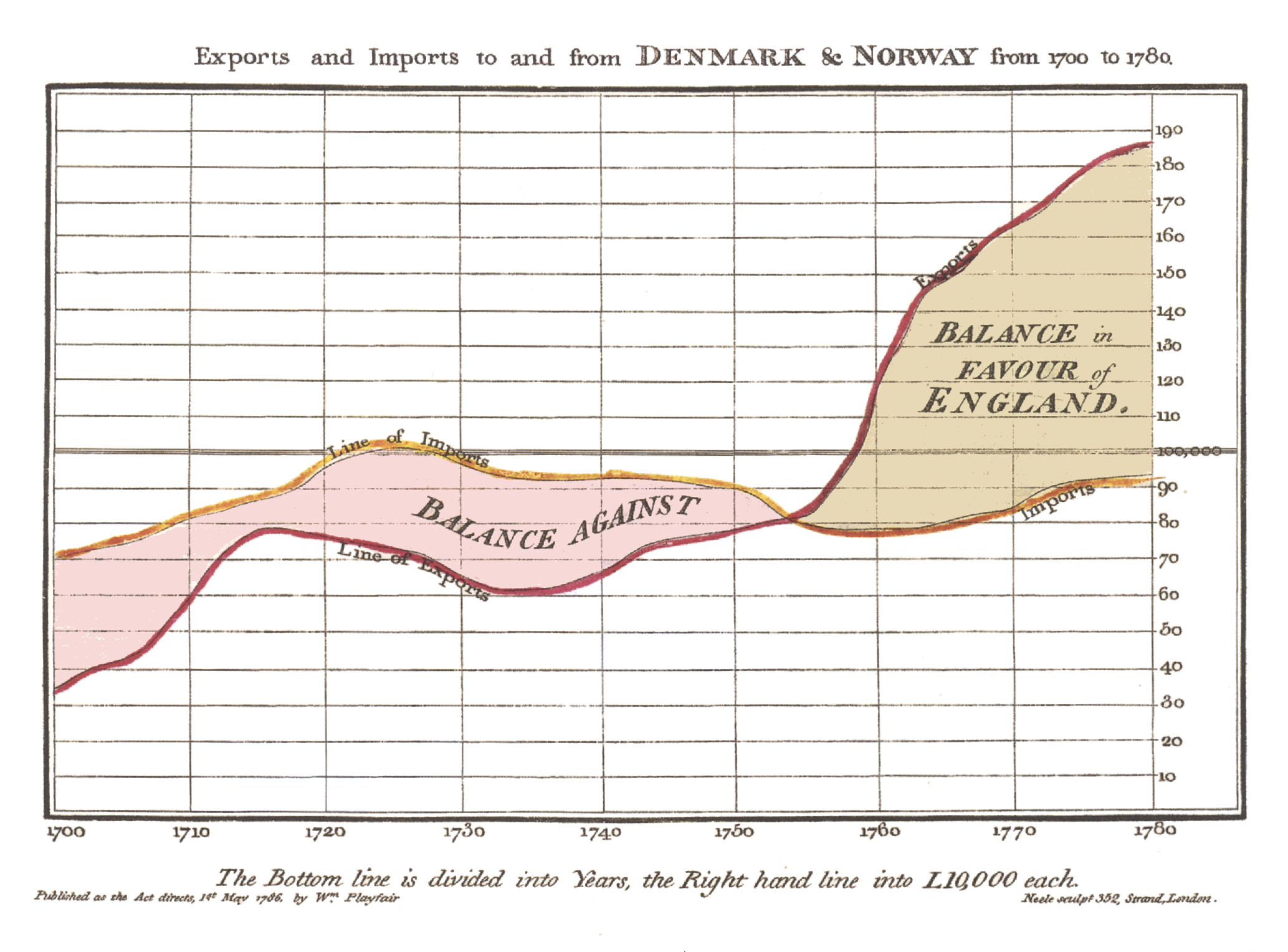
Gráfico de série temporal da balança comercial de Playfair, publicado em seu Atlas comercial e político, 1786

William Playfair (22 de setembro de 1759 - 11 de fevereiro de 1823) foi um engenheiro e economista político escocês que serviu como agente secreto em nome da Grã-Bretanha durante sua guerra com a França. O fundador dos métodos gráficos de estatística, Playfair inventou vários tipos de diagramas: em 1786 a linha, área e gráfico de barras dos dados econômicos, e em 1801 o gráfico de pizza e o gráfico circular, usados para mostrar as relações parte-todo. Como agente secreto, Playfair informou sobre a Revolução Francesa e organizou uma operação de falsificação clandestina em 1793 para derrubar a moeda francesa.

## Biografia
Playfair nasceu em 1759 na Escócia. Ele era o quarto filho do Reverendo James Playfair da paróquia de Liff & Benvie perto da cidade de Dundee na Escócia; seus irmãos notáveis foram o arquiteto James Playfair e o matemático John Playfair. Seu pai morreu em 1772 quando William tinha 13 anos, deixando o irmão mais velho John para cuidar da família e de sua educação. Após seu aprendizado com Andrew Meikle, o inventor da debulhadora, Playfair tornou-se desenhista e assistente pessoal de James Watt na fábrica de máquinas a vapor Boulton and Watt em Soho, Birmingham.
Playfair teve várias carreiras. Ele foi engenheiro, desenhista, contador, inventor, comerciante, corretor de investimentos, economista, estatístico, panfletário, tradutor, publicista, especulador de terras, banqueiro, monarquista ardente, editor, chantagista e jornalista. Ao deixar a empresa de Watt em 1782, ele abriu uma ourivesaria e uma loja em Londres, que faliu. Em 1787 mudou-se para Paris, participando na tomada da Bastilha dois anos depois. Após a Revolução Francesa, Playfair desempenhou um papel na venda da Terra Scioto aos colonos franceses no Vale do Rio Ohio.  A partir de 1775 ele trabalhou como escritor e panfletário e fez alguns trabalhos de engenharia. Na década de 1790, Playfair informou o governo britânico sobre os acontecimentos na França e propôs várias operações clandestinas para derrubar o governo francês. No final da década de 1790, ele foi preso por dívidas na Prisão de Fleet, sendo libertado em 1802. 

## Obra
Bruce Berkowitz em 2018 fornece um retrato detalhado da Playfair como um "patriota britânico ambicioso, audacioso e lamentavelmente imperfeito" que empreendeu a "operação secreta mais complexa que alguém já concebeu".

### Gráfico de barras
Duas décadas antes das primeiras realizações de Playfair, em 1765 Joseph Priestley criou a inovação dos primeiros gráficos de linha do tempo, nos quais barras individuais eram usadas para visualizar a expectativa de vida de uma pessoa, e o todo pode ser usado para comparar a expectativa de vida de várias pessoas. De acordo com James R. Beniger e Robyn (1978) "as linhas do tempo de Priestley provaram ser um sucesso comercial e uma sensação popular, e passaram por dezenas de edições".

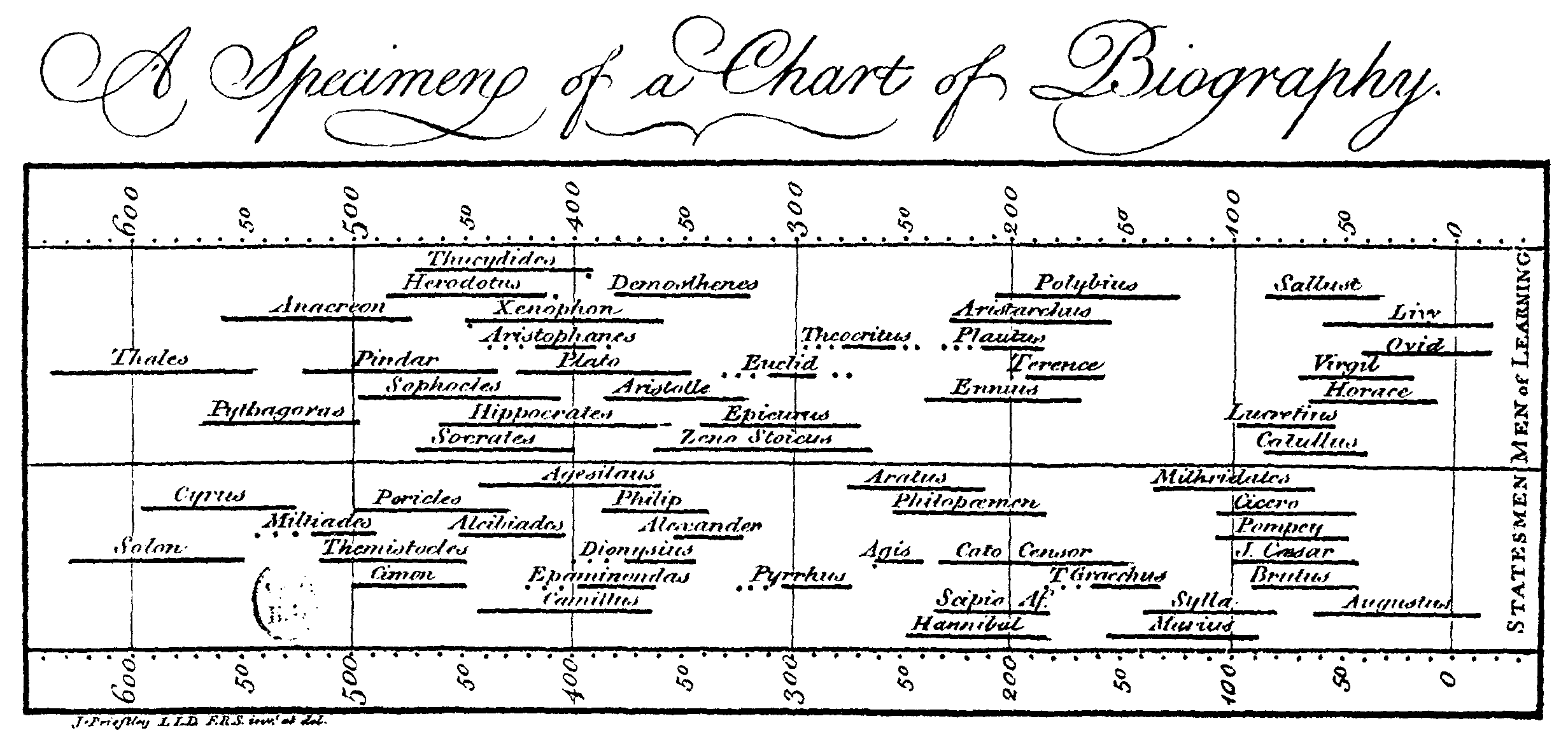

Essas linhas do tempo inspiraram diretamente a invenção do gráfico de barras de Wiliam Playfair, que apareceu pela primeira vez em seu Atlas comercial e político, publicado em 1786. De acordo com Beniger e Robyn (1978) “Playfair foi impulsionado para esta invenção por uma falta de dados. Em seu Atlas, ele coletou uma série de 34 placas sobre a importação e exportação de diferentes países ao longo dos anos, que ele apresentou como gráficos de linha ou gráficos de superfície. 

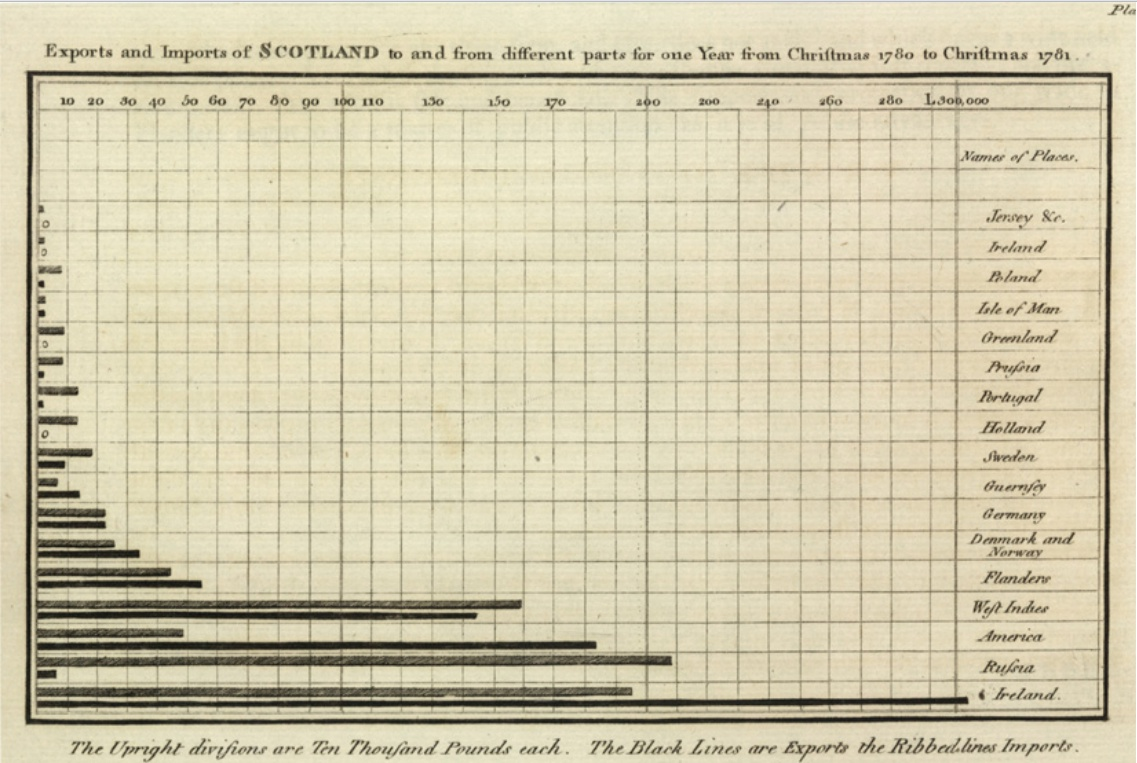

Neste gráfico de barras, as importações e exportações da Escócia para 17 países em 1781 estão representadas. Segundo Beniger e Robyn, "Este gráfico de barras foi a primeira forma gráfica quantitativa que não localizou dados nem no espaço, como haviam feito as coordenadas e tabelas, nem no tempo, como nas linhas do tempo de Priestley. Constitui uma solução pura para o problema da comparação quantitativa discreta".

A ideia de representar dados como uma série de barras foi publicada anteriormente (século XIV) por Jacobus de Sancto Martino e atribuída a Nicole Oresme. Oresme usou as barras para gerar um gráfico de velocidade em relação à variação contínua do tempo. O uso de barras da Playfair era para gerar um gráfico de medidas discretas.

Gráfico de pizza do Breviário Estatístico da Playfair (1801), mostrando as proporções do Império Otomano localizado na Ásia, Europa e África antes de 1789

### Gráficos
Playfair, que argumentou que os gráficos se comunicam melhor do que as tabelas de dados, recebeu o crédito por inventar os gráficos de linha, de barra, de área e de setores (ou de "pizza"). Seus gráficos de séries temporais ainda são apresentados como modelos de clareza.
O Breviário Estatístico de Playfair, publicado em Londres em 1801, contém o que geralmente é creditado como o primeiro gráfico de pizza.